# Mori Maszaaki
Mori Maszaaki (Nagaszaki, 1961. július 12. –) japán válogatott labdarúgó.

## Pályafutása

### Válogatottban
A japán válogatottban 8 mérkőzést játszott.

## Statisztika
| Japán válogatott | Japán válogatott | Japán válogatott |
| Időszak          | Mérk.            | gól              |
| ---------------- | ---------------- | ---------------- |
| 1988             | 1                | 0                |
| 1989             | 7                | 0                |
| Összesen         | 8                | 0                |